# Villa Rustica (Dicket Mead)

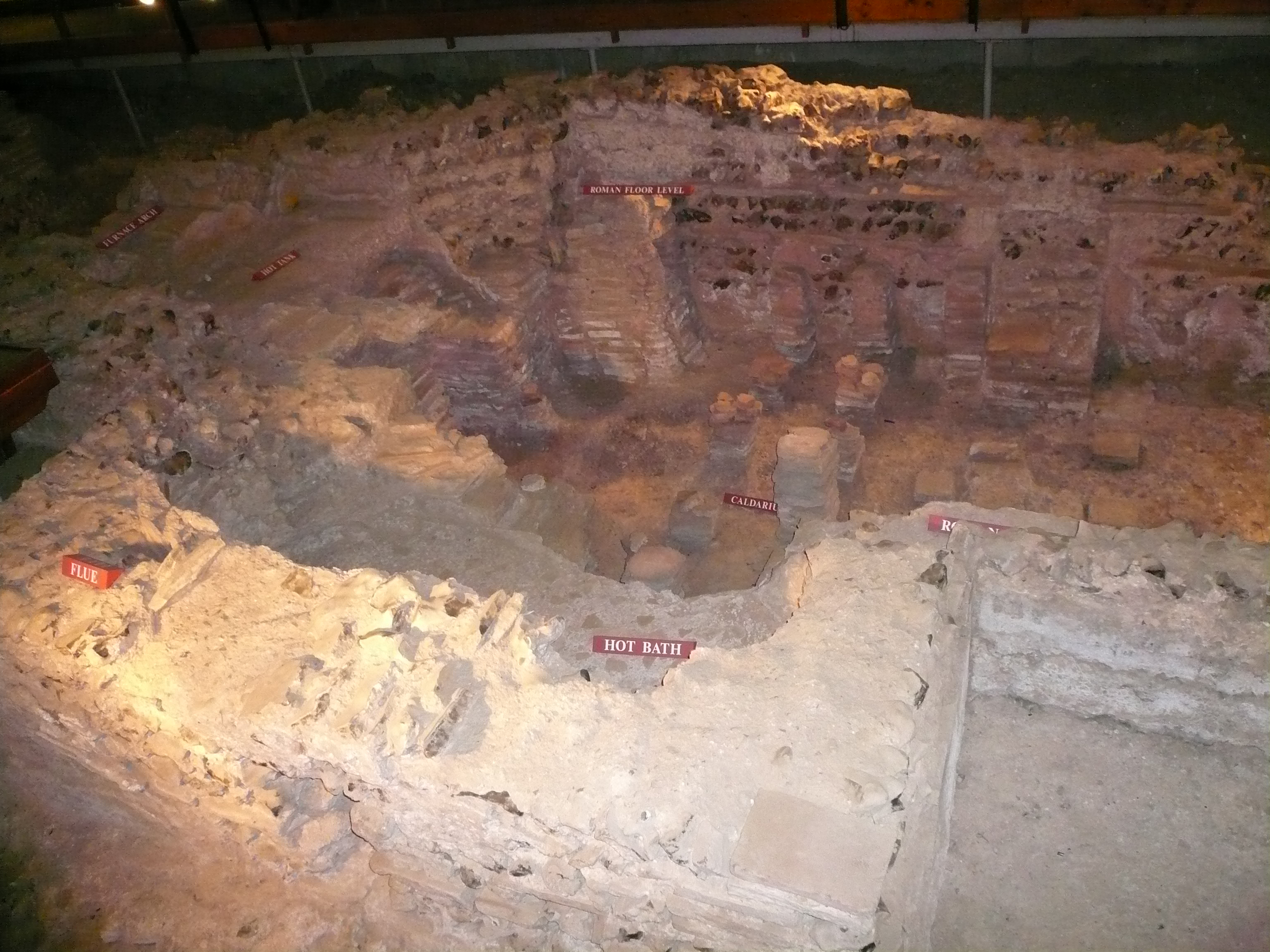
Die Reste des konservierten Bades

Bei der Villa Rustica von Dicket Mead handelt es sich um die Reste eines römischen Gutshofes, der von 1960 bis 1974 zum Teil ausgegraben wurde. Der Name Dick Mead ist eine alte Flurbezeichnung. Die Reste liegen heute etwas nördlich von Welwyn Garden City und sind zum Teil konserviert und können besichtigt werden.
Bei Ausgrabungen konnten vier Gebäude zum Teil freigelegt werden. Im Osten befindet sich eine etwa 6 × 27 großer Bau, der zum Teil in Stein errichtet worden war. Er hatte eine Mittelhalle, die einst wahrscheinlich durch Holzwände in diverse Räume unterteilt war. Im Süden gab es Hypokausten. Die Längsseiten waren jeweils von einer Veranda flankiert. Ein weiterer ähnlicher Bau befand sich auf der Westseite der Anlage. Auch hier gab es eine Mittelhalle und jeweils eine Veranda an den Längsseiten. Im Süden befand sich ein Bad mit einem Tepidarium, einem Caldarium und einem Frigidarium. Die Räume hatten Hypkausten, und es gab einen kleinen Raum, in dem sich das Feuer für die Hypokausten befand. Die Badeanlage wurde konserviert und kann heute besichtigt werden. Sie befindet sich in einer speziell angefertigten Röhre, die sich wiederum unter der A1 road, einer Autobahn, befindet.
Ein dritter Bau liegt in etwa in der Mitte der beiden besprochenen Anlage. Es ist hier nur eine Badeanlage mit Hypokausten und Apsiden ausgegraben worden. Bei dem vierten Bau handelt es sich um ein einfaches Quadrat, dessen Funktion unbekannt ist. Die Gebäude der Anlagen waren zum Teil mit Wandmalereien ausgestattet. Die Villa wurde wahrscheinlich um 200 errichtet und bis um die Mitte des vierten Jahrhunderts bewohnt.
Die Villa Rustica von Lockleys befindet sich in der Nähe.